# Amaro (Heiliger)

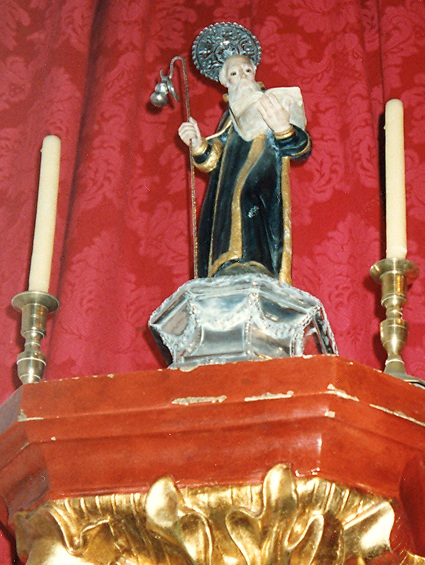
Statue des heiligen Amaro. Ermita de San Amaro, Puerto de la Cruz.

Amaro oder Amarus der Pilger (spanisch: San Amaro) (* evtl. 1522; † vor 1552) war ein Abt und Seefahrer, der der christlichen Legende zufolge über den Atlantik das irdische Paradies erreicht haben soll. Amaro wird als Heiliger verehrt.
Zwei historische Persönlichkeiten werden als mögliche Grundlage für diese Legende angesehen:
Der erste war ein gleichnamiger französischer Büßer, der im dreizehnten Jahrhundert eine Wallfahrt nach Santiago de Compostela unternahm und sich auf der Rückreise in Burgos niederließ, wo er ein Hospital für Aussätzige gründete.
Der heilige Amaro wurde ebenfalls mit dem heiligen Maurus identifiziert, der das erste  Benediktinerkloster in Frankreich gründete.
Um die Person des heiligen Amaro ranken sich zahlreiche Überlieferungen der Volksreligion Asturiens und Galiciens verbunden mit den keltischen immram und echtra, den Reisen des Maíle Dúin, der damit verbundenen Reise des Ui Chorra, dem Reisebericht des Snegdus und Mac Riagla oder Brans Seefahrt. Im Periplus des Amaro finden sich Züge der keltischen Anderswelt.

## Der Periplus des Amaro
Ein Periplus über das Leben des heiligen Amaro erschien 1552 in Burgos. Ähnlich dem heiligen Brendan heißt es von Amaro, er habe eine Reise zu den paradiesischen Inseln des Westens angetreten.
Die Legende schildert Amaro als einen edlen, aus Asien stammenden Christenmenschen auf der Suche nach dem irdischen Paradies. Wen er auch danach fragte, er fand keine Antwort, was ihn an den Rand der Verzweiflung brachte, bis ihm eines Nachts Gott erschien und ihn anwies, ein Boot zu bauen und dem Weg der Sonne über den Atlantischen Ozean zu folgen.
Amaro stach mit einigen Gefährten in See und erreichte nach sechs Tagen und sieben Nächten eine Insel, ein fruchtbares Land mit fünf von rauen Männern und schönen Frauen bewohnten Städten. Dort verbrachte Amaro sechs Monate, bis ihn eine Stimme im Traum zum Verlassen der Insel veranlasste. Amaro segelte durch das „Rote Meer“, bis er das Land der schönen Brunnen erreichte, wo schöne Menschen seit dreihundert Jahren friedlich lebten. Amaro blieb dort drei Wochen, bis ihn eine alte Frau aufforderte, die Insel zu verlassen, bevor er sich an das gute Leben gewöhnte.
Sie segelten eine lange Zeit in die unbekannte Ferne, bis sie mehreren Schiffe begegneten, die von Ungeheuern erobert waren, welche die Besatzung getötet und in die Tiefen des Ozeans verschleppt hatten. Amaro wurde durch das Erscheinen einer Gruppe von Frauen gerettet, die ihm rieten, seine Wein- und Ölflaschen zu leeren und diese mit Luft zu füllen, was Amaro befolgte und aus diesem „Mar Cuajado“ (wörtlich: „Stilles Meer“; den Kalmen) gerettet wurde.
Drei Tage später erreichten sie eine menschenfeindliche, von wilden Tiere bewohnte einsame Insel. Ein Einsiedler berichtete, dass die Bestien einander am Johannistag selbst vernichteten, der Leichengestank hielt sich während des ganzen Jahres. Der Einsiedler gab den Hinweis, nach Osten zu segeln, wo sie das ersehnte Land fänden, das alle Bedürfnisse befriedigen würde.
Sie segelten am nächsten Tag ab und erreichten das Kloster Valdeflores. Leonites, ein Mönch des Klosters, der sie begrüßte, hatte Amaro bereits erwartet: Eine Vision habe sein Kommen angekündigt. Leonites wies Amaro an, wie das irdische Paradies zu erreichen sei.
Amaro und seine Gefährten erreichten gemeinsam mit Leonites einen natürlichen Hafen, wo sie sich einen Monat aufhielten und schließlich in einem ausgedehnten schroffen Tal das Ziel der Reise erreichten: das irdische Paradies. Zunächst aber geriet Amaro in ein auf einer Anhöhe gelegenes Frauenkloster namens Flor de Dueñas (Blume der Damen).
Dort erhielt er weitere Anweisungen von einer heiligen Frau namens Baralides. Ihre im Paradies lebende Nichte Brígida (Bridget) legte ihm ein weißes Ordensgewand an. Als Leonites über den Verlust des lieben Freundes zu weinen begann, tröstete sie ihn mit dem Geschenk eines Zweiges vom Baum dieses Paradieses.

## Amaro im Paradies
Im Paradies stieß Amaro auf ein Schloss aus Edelsteinen und Edelmetall, mit goldenen Zinnen und Türmen aus Rubin und Wänden mit bunten Ziegeln.
Vom Pförtner erfuhr Amaro, das Schloss sei das irdische Paradies, in das kein lebendes Wesen einzutreten vermochte. Die Bitte des Heiligen, wenigstens durch das Schlüsselloch in das Paradies schauen zu dürfen, wurde ihm gewährt, und er sah unter anderem den Baum des Lebens, von dem Adam gegessen hatte, einen uralten und ewigen Garten, riesige Bäume, Vögel, deren Gesang so schön war, dass man für tausend Jahre in Verzückung geriet, junge Musiker mit fremden und unbekannten Musikinstrumenten sowie schöne weiß gekleidete und mit einer Blumenkrone geschmückte Frauen, die von Maria begleitet wurden.
Amaros Bitte um Einlass schlug der Pförtner ab und teilte mit, dass mit dem Anblick des Paradieses für den Heiligen dreihundert Jahre verstrichen seien. Amaro kehrte zur Küste zurück und stellte fest, dass seine Kameraden verschwunden waren und an der Stelle eine Stadt gebaut und nach ihm benannt hatten.
Amaro erzählte den Stadtbewohnern seine Geschichte und diese erbauten ihm ein Haus neben dem Kloster Valdeflores, wo er bis zu seinem Tode lebte. Er wurde neben Baralides und Brígida beigesetzt.

## Verehrung

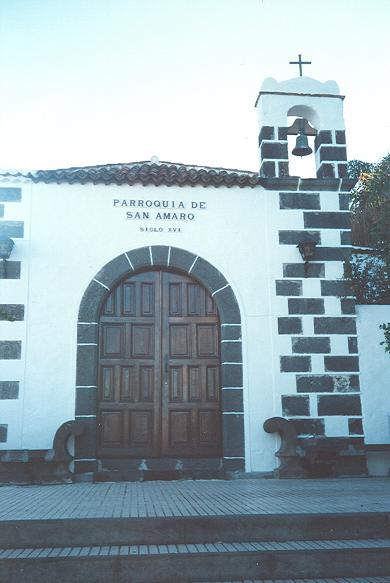
Die Ermita de San Amaro in Puerto de la Cruz.

Zahlreiche spanische Eremitagen sind dem Amaro gewidmet und eine ihm gewidmete Einsiedelei befindet sich in Puerto de la Cruz, Teneriffa (Ermita de San Amaro). Die Stadt San Amaro, Provinz Ourense, ist nach ihm benannt.
Sein Kult verbreitete sich auch in der portugiesischsprachigen Welt, wo er unter dem Namen Santo Amaro verehrt wird. In den Bezirken Coimbra und Viseu werden Amaro Tannenzapfen, Nüsse und getrocknete Feigen als Votivgaben dargebracht – aber er akzeptiert diese nur, wenn es gestohlene sind. Auch Matthäus, Simon und Bartholomäus werden gestohlene Dinge geopfert.
Die Kirche von Santo Amaro bei Beja ist eine von vier erhaltenen vorromanischen Kirchen in Portugal. Einige Teile stammen aus dem sechsten Jahrhundert; die Innensäulen und Kapitelle sind mit Laubschnitzereien und geometrischen Mustern aus dem siebenten Jahrhundert versehen.
Zahlreiche Orte und Gemeinden in Portugal und Brasilien sind nach ihm benannt.